# Cantone di Cysoing
Il Cantone di Cysoing era una divisione amministrativa dell'arrondissement di Lilla.
È stato soppresso a seguito della riforma complessiva dei cantoni del 2014, che è entrata in vigore con le elezioni dipartimentali del 2015.
Comprendeva i comuni di:
- Bachy
- Bourghelles
- Bouvines
- Camphin-en-Pévèle
- Cappelle-en-Pévèle
- Cobrieux
- Cysoing
- Genech
- Louvil
- Mouchin
- Péronne-en-Mélantois
- Sainghin-en-Mélantois
- Templeuve
- Wannehain